# João Carlos Pinto Dias
João Carlos Pinto Dias (Rio de Janeiro, 12 de agosto de 1938) é um médico infectologista, pesquisador e professor universitário brasileiro.
Comendador da Ordem Nacional do Mérito Científico e membro titular da Academia Mineira de Ciências, João Carlos é pesquisador emérito da Fundação Oswaldo Cruz, especialista em doença de Chagas.

## Biografia
João Carlos nasceu em 1938, na cidade do Rio de Janeiro, no seio de uma família de médicos e pesquisadores. É um dos cinco filhos do médico e pesquisador Emmanuel Dias (1908-1962) e de Nícia de Magalhães Pinto Dias. Seu avô paterno foi o médico Ezequiel Dias (1880-1922), assistente de Oswaldo Cruz em Manguinhos e primeiro diretor da filial mineira do Instituto Oswaldo Cruz. Emmanuel Dias era afilhado de Carlos Chagas e após a morte precoce de Ezequiel, o padrinho ajudou o jovem médico a se inserir no campo científico.
Em 1943, Emmanuel foi designado para estudar foco de doença de Chagas na cidade mineira de Bambuí, onde desenvolveu trabalho fundamental no combate e entendimento clínico da patologia. Nícia foi contratada pelo Departamento Nacional de Endemias Rurais (DNERu) para trabalhar no posto de Bambuí em ação de combate aos barbeiros, tendo publicado trabalho sobre o assunto.
Iniciado na ciência ainda criança, João Carlos conviveu com os grandes pesquisadores de sua época. Auxiliava seu pai no laboratório, ajudando a tirar sangue dos pacientes, a coletar insetos e a fazer censos. Desde cedo João Carlos teve contato com práticas, instrumentos e métodos de pesquisa, mergulhado na sociabilidade do universo científico. Foi seu pai quem indicou indicou a faculdade onde ele poderia, desde cedo, obter formação direcionada para a pesquisa em patologias regionais, a Faculdade de Medicina de Ribeirão Preto da Universidade de São Paulo.

## Carreira
Foi contratado como médico pelo Instituto Oswaldo Cruz para trabalhar no Centro de Estudos e Profilaxia da Moléstia de Chagas (CEPMC), em Bambuí, Minas Gerais, dirigido, até 1962, por seu pai, falecido em um acidente de carro, no mesmo ano. Morou por oito anos em Bambuí, onde deu continuidade ao trabalho do pai, realizando estudos sobre vigilância entomológica e epidemiológica, e pesquisas sobre a história natural da doença, por meio do acompanhamento dos doentes.
Em uma abordagem inovadora para a época, João Carlos envolveu a população local no combate à doença, oferecendo treinamento a professores da Escola Rural, que por sua vez instruíam os alunos sobre como detectar os barbeiros transmissores da doença. Foi auxiliado por sua esposa, Rosinha Borges Dias, assistente social. O trabalho realizado em Bambuí foi eficaz, sendo replicado no Brasil e em países da América do Sul.
Por sua ação como líder da comunidade em Bambuí, suas ações passaram a ser monitoradas por agentes de vigilância da ditadura militar. Nos relatórios da ditadura consta que ele promovia reuniões secretas em salas do instituto, onde era chefe, a fim de instruir os filiados de como agirem com a população local. Porém as reuniões serviam para ajudar a população local a organizar cooperativas e incentivar o debate sobre assuntos relevantes. Por sua atuação em prol da cidade, João Carlos recebeu Honra ao Mérito por Serviços Prestados à Bambuí.
No início da década de 1970 passou a trabalhar na Ilha Solteira, em São Paulo, em um hospital da Companhia Energética de São Paulo. De volta a Minas Gerais, em 1972, ingressou no mestrado em infectologia e medicina tropical pela Universidade Federal de Minas Gerais, seguido do doutorado na mesma área, em 1982, sob a orientação do professor Jayme Neves. Um dos aspectos de sua pesquisa enfatizava a necessidade de se ouvir a população afetada pelas enfermidades, geralmente ausentes dos congressos e reuniões científicas, instigando os pesquisadores a assumirem, no seu trabalho, uma perspectiva crítica e social.
Na filial mineira da Fundação Oswaldo Cruz, João Carlos liderou o Laboratório de Triatomíneos e Epidemiologia da Doença de Chagas, entre 1978 e 1985. Incentivou pesquisas sobre o controle sorológico dos doadores de sangue, que resultaram na criação de serviços de referência de diagnóstico para doença de Chagas na Fundação Ezequiel Dias e no Ambulatório de Doença de Chagas da UFMG. Tais pesquisas levaram, posteriormente, à criação da Fundação Hemominas.
Com Amílcar Martins, em 1980, orientou, a elaboração da cartilha O Vampiro da Noite, de autoria de Lúcia Machado de Almeida, em formato de quadrinhos, dirigida a crianças da zona rural de Minas Gerais, abordando a prevenção da doença de Chagas. Com a experiência na área, João Carlos foi convidado a assumir, na década de 1980, a direção nacional do Programa de Controle da Doença de Chagas (PCDCh), da Superintendência de Campanhas de Saúde Pública (Sucam).
Em 1991 passou a dirigir a Fundação Ezequiel Dias, atuando também na coordenação das atividades da Escola de Saúde Pública do Estado de Minas Gerais (ESP-MG). No ano seguinte, a convite do Ministro da Saúde, Adib Jatene, João Carlos assumiu o cargo de presidente da Fundação Nacional de Saúde (FUNASA), em meio a denúncias de má administração anterior. Em sua gestão priorizou o combate à malária, à cólera, à dengue, e campanhas de vacinação contra o sarampo, além de assistência à população indígena ianomâmi. Firmou convênios e repasse de verbas para finalizar a obra da unidade de vacinas bacterianas da Fiocruz.
Foi consultor da Organização Mundial da Saúde (OMS), presidente da Sociedade Brasileira de Medicina Tropical, coordenador do Comitê de Ética em Pesquisa do Instituto René Rachou (Fiocruz Minas), além de ser membro ativo de várias entidades científicas. Foi professor na Faculdade de Medicina da UFMG, na cadeira de Clínica Médica. Tem 242 trabalhos científicos publicados em periódicos científicos, 78 capítulos de livros científicos, quatro livros editados, produção em grande maioria afeta à Epidemiologia, à Clínica e ao Controle da doença de Chagas.